# Titoli di coda. Un nuovo caso per il Commissario Kostas Charitos
Titoli di coda. Un nuovo caso per il Commissario Kostas Charitos è un libro di Petros Markarīs pubblicato in Italia nel 2015 da Bompiani.
È il nono romanzo della serie dedicata al commissario Kostas Charitos.

## Trama
Andrea Makridi, viene ritrovato morto all'interno del suo appartamento. Sembra si tratti di un suicidio, ma all'ambasciata tedesca arriva un biglietto in cui si sostiene che si tratta di omicidio. Il biglietto porta la firma dei "Greci degli anni 50". Successivamente avvengono altri omicidi, sempre rivendicati dal gruppo "Greci degli anni 50": il proprietario di una scuola privata, un faccendiere che faceva da mediatore tra gli imprenditori e le istituzioni (intascando e distribuendo mazzette), due proprietari terrieri. 
Mentre il commissario indaga, deve anche far fronte ai suoi problemi famigliari. Infatti la figlia Caterina, avvocato che si impegna a favore degli immigrati, viene aggredita dai membri di Alba Dorata. Lo stesso commissario riceve delle minacce, poiché i membri di questo gruppo si sono infiltrati anche nelle forze di polizia.

## Edizioni
- Petros Markarīs, Titoli di coda: Un nuovo caso per il Commissario Kostas Charitos, Collana Narratori Stranieri, Bompiani, 2015,  pp. 311, ISBN 9788858770108.